# Giovanni da Gaeta

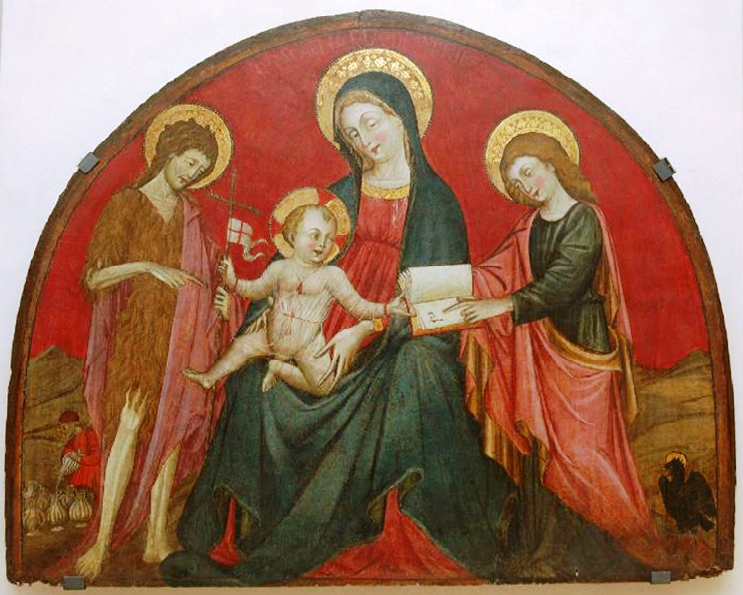
Giovanni da Gaeta, Madonna delle Itrie (1470 circa), attualmente alla Museo diocesano di Gaeta

Giovanni da Gaeta (Gaeta, ... – ...; fl. XV secolo) è stato un pittore italiano del periodo tardogotico attivo in Campania e nella sua nativa Gaeta nel XV secolo.

## Biografia
Si conoscono pochi dettagli della sua vita. Gli viene attribuita una pala d'altare dell'Assunzione trovata a San Giovanni a Carbonara a Napoli. Potrebbe essere stato influenzato da Leonardo da Besozzo o dal Pisanello, durante i loro soggiorni a Napoli.